# Georges Claraz

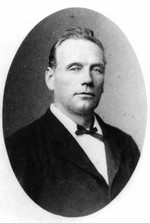
Georges Claraz

Georges Claraz (* 18. Mai 1832 in Freiburg im Üechtland; † 6. September 1930 in Lugano) war ein Schweizer Entdecker und Naturforscher.
In Argentinien trägt ein Ort in der Provinz von Buenos Aires seinen spanischen Namen  Jorge Claraz.
Georges Claraz studierte zunächst in Zürich von 1851 bis 1854 Naturwissenschaft unter anderem auch bei Arnold Escher von der Linth (1807–1872). 1856 vertiefte er seine Studien in Deutschland in Freiberg und Berlin.
Georges Claraz folgte 1857 seinem Professor Christian Heusser (1826–1909) nach Brasilien und nahm als Beobachter und wissenschaftlicher Berater an der Enquête über den Sklavenkonflikt teil. Da er einseitig Partei nahm, musste er nach Argentinien fliehen. Dort blieb er 23 Jahre  von 1859 bis 1882. Er erforschte die Natur der Pampa und in Patagonien. Verschieden Pflanzen tragen seinen Namen:
- Hypnum clarazii (Duby)[1] ;
- Helicodontium clarazii ;
- Lysurus clarazii (Muller) ;
- Margyricarpus clarazii (Ball) ;
- Lantana clarazii (Ball) ;
- Sisyrinchium clarazii (Baker) und
- Stipa clarazii[2].